# Manfred Zapatka

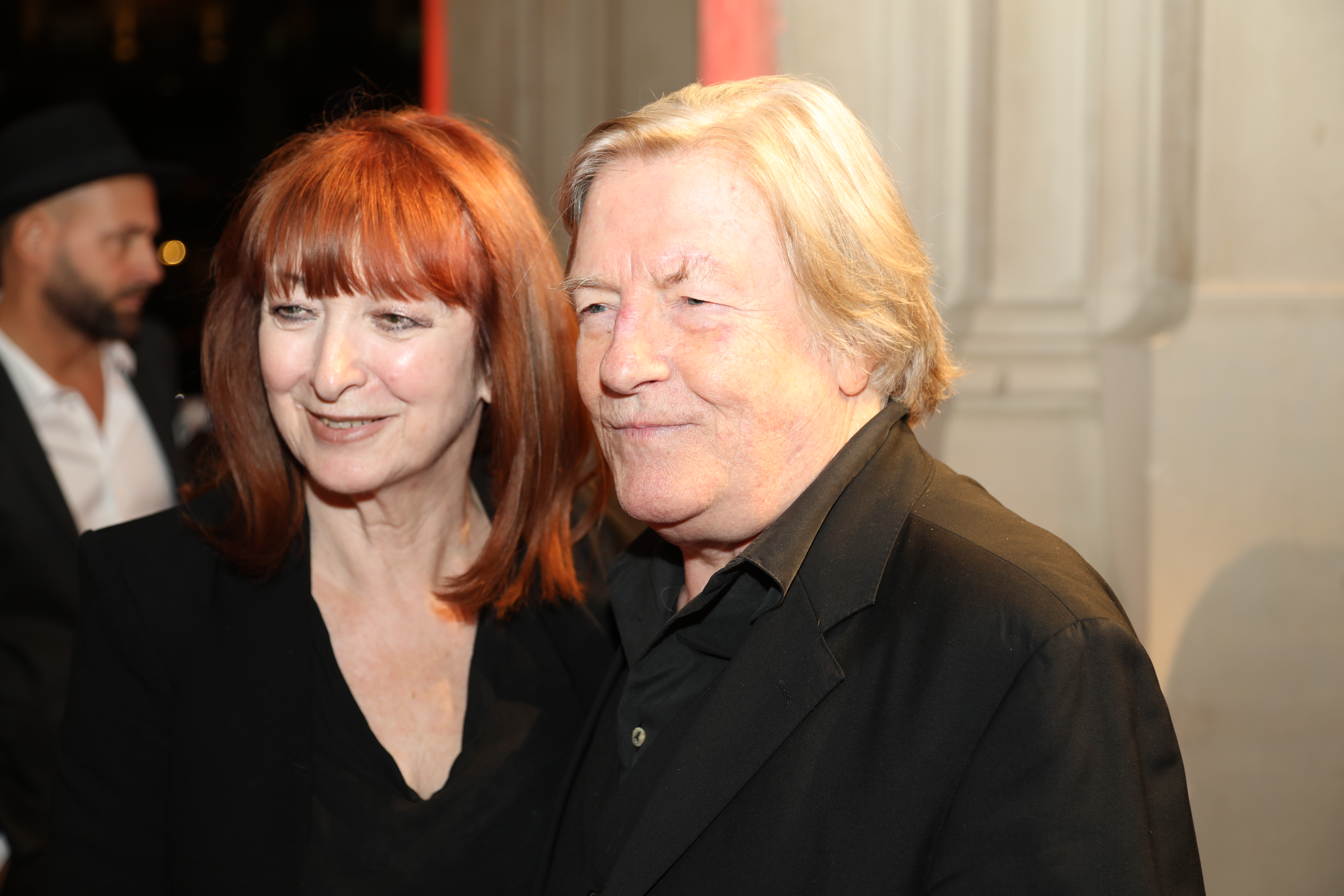
Manfred Zapatka mit seiner Frau Margarete (2017)

Manfred Zapatka (* 2. Oktober 1942 in Bremen) ist ein deutscher Schauspieler und Hörbuch- sowie Hörspielsprecher. Seit Anfang der 1960er Jahre spielte er in über 120 Film- und Fernsehproduktionen. Einem breiten Fernsehpublikum wurde er in der Rolle des intriganten Geschäftsmanns Hans-Otto Gruber in der ZDF-Serie Rivalen der Rennbahn bekannt. Auf der Bühne wirkte er in etlichen Theaterinszenierungen, etwa unter Claus Peymann am Staatstheater Stuttgart und an den Münchner Kammerspielen unter der Leitung von Dieter Dorn.

## Leben
Manfred Zapatka, der Sohn eines Redakteurs und einer Hausfrau, wuchs in Cloppenburg auf, wo er 1962 sein Abitur machte. Von 1962 bis 1964 absolvierte er die Schauspielschule Bochum (ehemals Westfälische Schauspielschule).
2004 war er Mitglied der 12. Bundesversammlung. Er wurde von der SPD nominiert und vertrat das Land Niedersachsen. Zapatka war in erster Ehe mit der Schauspielerin Regine Vergeen zusammen. Aus dieser Beziehung entstammen die Schauspielerin Katharina Zapatka sowie ein weiteres Kind. Seit 1978 ist er in zweiter Ehe mit Margarete verheiratet; aus dieser Ehe stammen drei Kinder (davon ein Adoptivkind). Er lebt in Berlin.

## Werdegang

### Theater
Nach seiner Ausbildung an der Schauspielschule Bochum (ehemals Westfälische Schauspielschule) von 1962 bis 1964 folgten für Zapatka erste Engagements am Theater Freiburg und am Theater in Essen. Claus Peymann engagierte ihn Mitte der 1970er Jahre am Staatstheater Stuttgart, wo er u. a. den Franz in Friedrich Schillers Drama Die Räuber spielte. Als Peymann ans Schauspielhaus Bochum wechselte, ging Zapatka an die Münchner Kammerspiele. Mehr als zwanzig Jahre lang war er einer der Protagonisten des Theaters von Dieter Dorn. Später wechselte er an das Residenztheater München, wo er bis 2019 zum festen Ensemble gehörte.
In den Jahren 2003, 2004 und 2005 stand er als Hagen von Tronje bei den Nibelungenfestspielen in Worms auf der Bühne. Im Sommer 2019 beendete Zapatka seine Bühnenkarriere.
2022 kehrte Zapatka auf die Bühne des Deutschen Theater Berlin für Karin Henkels Inszenierung Auslöschung. Ein Zerfall von Thomas Bernhard zurück. 2023 wirkte Zapatka in Claus Peymanns Inszenierung Minetti am Residenztheater München mit, wo er auch 2024/2025 eine Hauptrolle im Stück "BLIND" von Lot Vekemans spielte.

### Film, Fernsehen und Hörspiel
Seine erste Kinohauptrolle war die des Zuhälters Heinz in Utopia von Sohrab Shahid Saless, der 1983 im Wettbewerb der Berlinale gezeigt wurde. Einem breiten Fernsehpublikum wurde er 1989 an der Seite von Maja Maranow durch seine Rolle als intriganter Geschäftsmann Hans-Otto Gruber in der ZDF-Serie Rivalen der Rennbahn bekannt. Im selben Jahr spielte er die Hauptrolle des Oberleutnants Karl Krafft im vierteiligen Film Fabrik der Offiziere. 1993 folgte seine Rolle als Richard Maiers in Dieter Wedels Vierteiler Der große Bellheim als Nachfolger des von Mario Adorf verkörperten Kaufhausgiganten Bellheim. In Heinrich Breloers Doku-Drama Todesspiel über die Entführung Hanns Martin Schleyers und die Entführung der Lufthansa-Maschine „Landshut“ nach Mogadischu spielte er 1997 den Bundeskanzler Helmut Schmidt.
In den 2000ern arbeitete er wiederholt mit dem Filmregisseur Romuald Karmakar zusammen. Unter dessen Regie verlas er eine der sogenannten Posener Reden von Heinrich Himmler in Das Himmler-Projekt, spielte 2004 in Die Nacht singt ihre Lieder, der auch im Wettbewerb der Berlinale 2004 zu sehen war, und 2006 in Karmakars Hamburger Lektionen. 2005 besetzte ihn Matti Geschonneck in seiner Romanverfilmung Mord am Meer in der Rolle des Veith Seewald. Im Film Autopiloten von Regisseur Bastian Günther interpretierte Zapatka 2007 in der Rolle des alternden Schlagersängers Chris Kaiser die für diesen Film von Bernd Begemann geschriebenen Stücke Komm schon, Katharina und Geh mit mir viel zu weit. In Niki Steins Filmdrama Der Tote im Eis übernahm er 2013 die Hauptrolle des Bauunternehmers Karl Kress, dessen ältester Sohn seit einer gemeinsamen Bergtour vor zwanzig Jahren als verschollen gilt.
Neben seiner Tätigkeit als Schauspieler spricht Zapatka auch zahlreiche Hörspiele und Hörbücher ein, unter anderem wirkte er 2012 als Erzähler im Hörspiel Ulysses nach James Joyce mit, dem mit einer Laufzeit von mehr als 22 Stunden bis dahin längsten Hörspiel des Südwestrundfunks und einer der aufwendigsten Hörspielproduktionen der ARD.

## Filmografie

### Filme (Auswahl)
- 1964: Das Lamm
- 1971: Sparks in Neu-Grönland
- 1981: Preußische Nacht
- 1982: Krieg und Frieden
- 1982: Egmont
- 1983: Utopia (Film)
- 1988: Wilder Westen inclusive
- 1989: Fabrik der Offiziere
- 1993: Das letzte U-Boot
- 1993: Der große Bellheim
- 1993: Ebbies Bluff
- 1993: Shiva und die Galgenblume (Nachdreh der letzten Filmproduktion des Dritten Reiches, die unvollendet blieb)
- 1995: Die Staatsanwältin
- 1997: Todesspiel
- 1998: Das Frankfurter Kreuz
- 1998: Annas Fluch – Tödliche Gedanken
- 1998: Der Schandfleck
- 2000: Manila
- 2000: Erkan und Stefan
- 2001: Thomas (Tommaso) (Fernsehfilm)
- 2001: Das Himmler-Projekt
- 2001: Judas (Giuda) (Fernsehfilm)
- 2001: DoppelPack
- 2002: Elefantenherz
- 2004: Die Nacht singt ihre Lieder
- 2005: Mord am Meer
- 2005: Spiele der Macht – 11011 Berlin
- 2006: Der freie Wille
- 2006: Das Schneckenhaus
- 2006: Hamburger Lektionen
- 2006: Eden
- 2008: Die Lüge
- 2008: Die Weisheit der Wolken
- 2010: Den Tagen mehr Leben!
- 2010: Die Zeit der Kraniche
- 2011: Schreie der Vergessenen
- 2011: In den besten Jahren
- 2013: Der Tote im Eis
- 2014: Besondere Schwere der Schuld
- 2014: Die Lichtenbergs – zwei Brüder, drei Frauen und jede Menge Zoff
- 2016: Sanft schläft der Tod
- 2016: Dead Man Working
- 2017: Tod im Internat
- 2018: Südstadt
- 2018: Der Staatsfeind
- 2019: Der Fall Collini
- 2019: Fast perfekt verliebt
- 2019: All My Loving
- 2019: Wir wären andere Menschen
- 2019: Todesengel
- 2023: Briefe aus dem Jenseits (Arte)

### Fernsehserien und -reihen (Auswahl)
- 1980–1996: Derrick (Fernsehserie, verschiedene Rollen, 4 Folgen)
- 1983: Tatort: Roulette mit 6 Kugeln
- 1983: Tatort: Blütenträume
- 1986: Die Schwarzwaldklinik (Episode Der Versager)
- 1986–2001: Ein Fall für zwei (Fernsehserie, verschiedene Rollen, 4 Folgen)
- 1986–1999: Der Alte (Fernsehserie, verschiedene Rollen, 12 Folgen)
- 1989: Rivalen der Rennbahn (11 Folgen)
- 1989: Die Männer vom K3 (Episode Tödlicher Export)
- 1993: Glückliche Reise – Sun City
- 1993: Tatort: Die Zärtlichkeit des Monsters
- 1996: Tatort: Freitagsmörder
- 1996: Die Männer vom K3 - (Episode Der Deichmörder)
- 1998: Polizeiruf 110: Todsicher
- 1998: Alarm für Cobra 11 – Die Autobahnpolizei (Episode Der tote Zeuge)
- 1999: Das Traumschiff – Tahiti (Rolle: Offizier „Olbricht“)
- 2000: Der letzte Zeuge (Episode Der Vierte Mann)
- 2001: Tatort: Havarie
- 2003: Tatort: Mutterliebe
- 2007–2009: KDD – Kriminaldauerdienst
- 2011: Marie Brand und die Dame im Spiel
- 2012: Notruf Hafenkante (Episode Abgetaucht)
- 2015: Tiefe Wunden – Ein Taunuskrimi
- 2015: Polizeiruf 110: Grenzgänger
- 2016: Tatort: Der hundertste Affe
- 2021: Der Staatsanwalt (Episode Tod im Teich)
- 2021: Die Chefin (Episode Böhmers Geheimnis)
- 2023: Tatort: Schutzmaßnahmen

## Hörspiele (Auswahl)
- 1988: Botho Strauß: Bagatellen – Regie: Dieter Dorn (Hörspiel – WDR)
- 2002: Andreas Knaup:  Genopoly – Regie: Robert Matejka (Hörspiel – DLR)
- 2004: Michael Koser: Die Schule der Glücksritter oder Arsène Lupin trifft Al Capone – Regie: Renate Heitzmann (Hörspiel – DLR)
- 2005: Friedrich Wilhelm Murnau/Bram Stoker: Nosferatu-Der doppelte Vampir (Erzähler)  – Regie: Klaus Buhlert (Hörspiel – DLR)
- 2006: E. T. A. Hoffmann: Die Serapions-Brüder. Hörspiel in 12 Teilen. Regie: Klaus Buhlert. BR Hörspiel und Medienkunst. Als Podcast/Download im BR Hörspiel Pool.[6]
- 2014: Raoul Schrott: Theogonie – Bearbeitung, Komposition und Regie: Klaus Buhlert (Hörspiel (2 Teile) – SWR/NDR)
- 2014: Michail Bulgakow: Meister und Margarita. Hörspiel in 12 Teilen. Regie: Klaus Buhlert. BR Hörspiel und Medienkunst. Als Podcast/Download im BR Hörspiel Pool.[7]

## Hörbücher (Auswahl)
- 2007: Okonkwo oder das Alte stürzt von Chinua Achebe, Schwäbisch Hall, 4 CDs, ISBN 978-3-88698-107-6
- 2008: Ilias von Homer, Der Hörverlag, München, 21 CDs 19h 40, ISBN 978-3-86717-188-5
- 2009: Moby-Dick oder Der Wal von Herman Melville, Der Hörverlag, München, ISBN 978-3-86717-455-8
- 2012: Vom Ende einer Geschichte von Julian Barnes, Argon Verlag Berlin, 5 CDs 363 Min., ISBN 978-3-8398-1164-1
- 2013: Der Mann ohne Eigenschaften. Remix von Robert Musil, Der Hörverlag, München, 2 mp3-CDs 19h 20, ISBN 978-3-8445-0997-7
- 2014: Schloß Gripsholm von Kurt Tucholsky, Argon Verlag, München, 4 CDs 4h 31, ISBN 978-3-8398-9193-3

## Auszeichnungen
- 2002: Adolf-Grimme-Preis für seine Rolle als Heinrich Himmler in Das Himmler-Projekt (zusammen mit Romuald Karmakar)
- 2008: Adolf-Grimme-Preis stellvertretend für das Darstellerteam von KDD – Kriminaldauerdienst (zusammen mit Orkun Ertener und Kathrin Breininger)
- 2009: Deutscher Hörbuchpreis in der Kategorie „Bester Interpret“ für Homers Ilias in der Übersetzung von Raoul Schrott
- 2009: Bayerischer Fernsehpreis als bester Schauspieler in der Kategorie „Serien und Reihen“ für seine Rolle in der Serie KDD – Kriminaldauerdienst